# Птах Лайвер

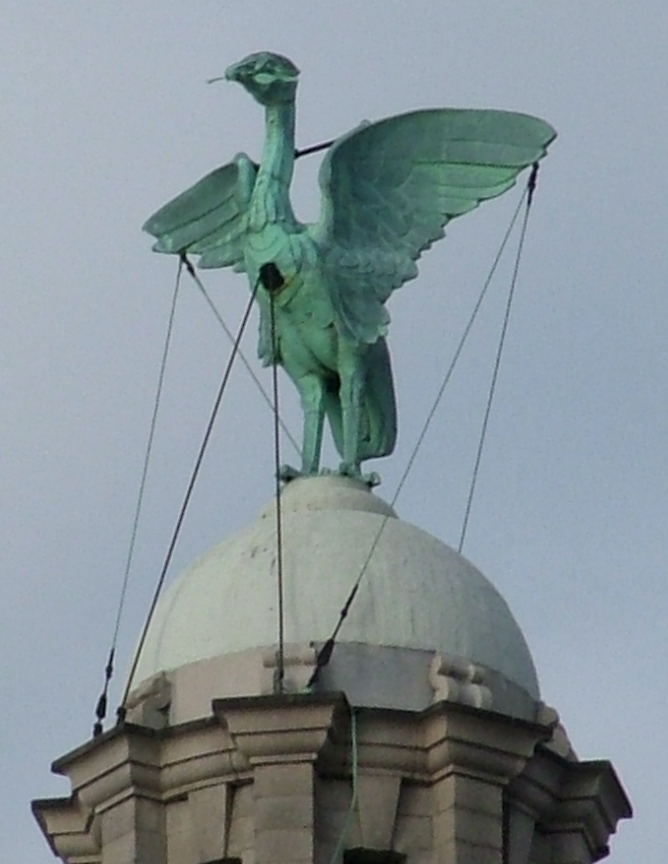
Птах Лайвер на вежі Royal Liver Building

Птах Лайвер є символом міста Ліверпуль. Він є частиною сучасного, а не древнього фольклору Ліверпуля. Птах Лайвер — це орел, який був прийнятий за баклана. Він тримає в дзьобі гілочку дроків на знак пошани до Плантагенетів, пізніше гілочку порфіри. Зокрема птаха встановлено на вежах Royal Liver Building. Також птах є на емблемі ФК Ліверпуль.

## Історія

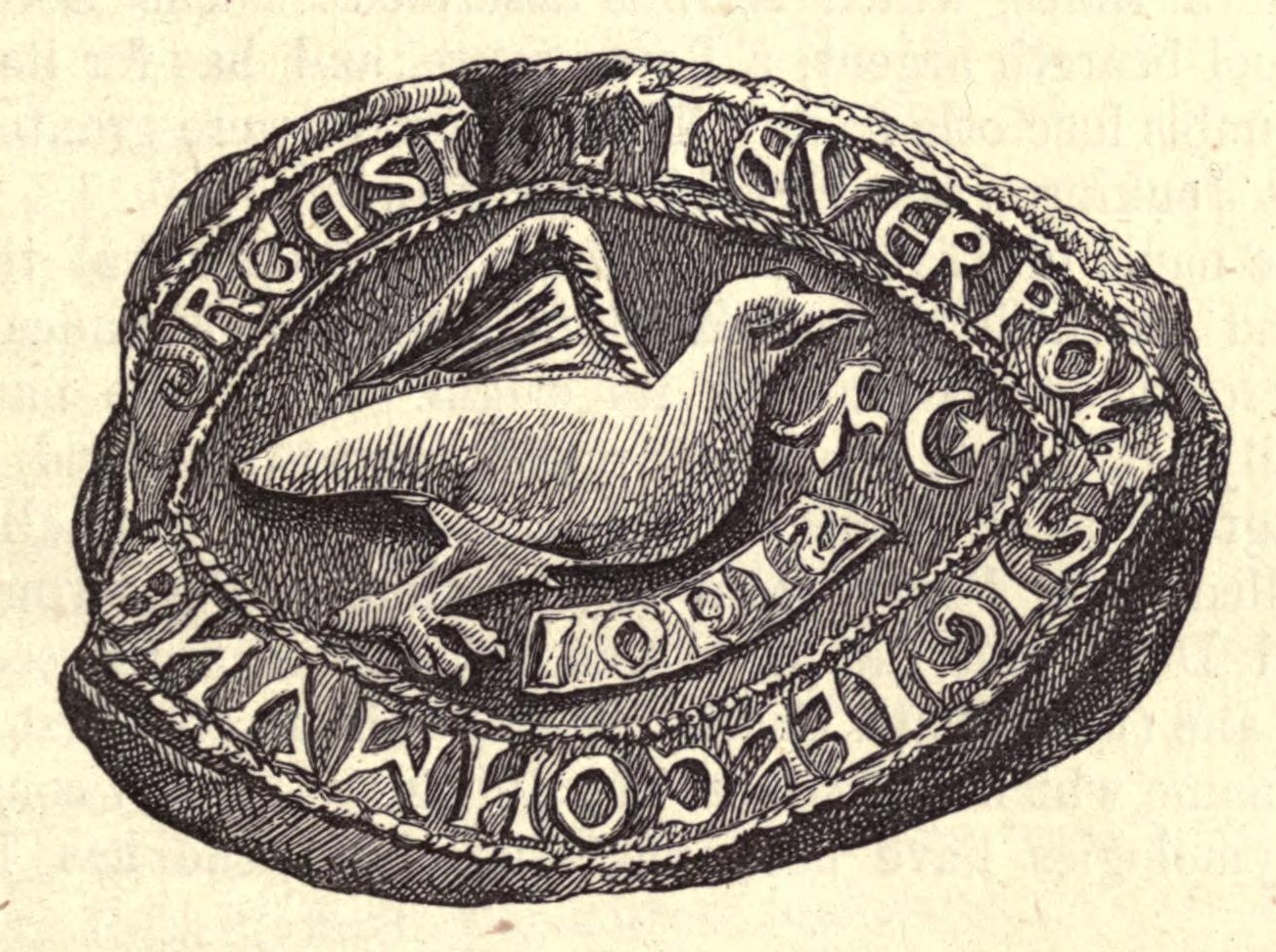
печатка XIII-го ст.

Король Джон заснував район Ліверпуля королівською грамотою в 1207 році. Статут міста, наданий Генріхом III у 1229 році, дав городянам право утворити гільдію з привілеями, включаючи право використовувати спільну печатку. Старовинна печатка Ліверпуля, ймовірно, датується цим часом, хоча найдавніша збережена (що зберігається в Британському музеї) датується 1352 роком. На печатці зображений родовий птах з гілочкою рослини в дзьобі, а також свиток, вписаний (хиткими літерами) "JOHIS" — абревіатура для Johannis, латинська для "John". Птах майже напевно мав бути орлом, символом Іоанна Євангеліста, який одночасно був однофамільцем і святим покровителем короля Джона. Рослинна гілочка трактується як Genisteae (лат. planta genista), знак династії Плантагенетів. Також на печаті видно зірку й півмісяць — особисті символи короля Джона.
До 17-го століття справжня особистість птаха була забута: вона почала часто тлумачитися або як баклан, звичайний птах у цьому районі. Приблизно в той же час гілочка Genisteae в дзьобі птаха була переосмислена як гілка порфіри. У серпні 1796 року мер Клейтон Тарлтон написав до Геральдичної палати Великої Британії, щоб просити офіційного герба міста. Герб надано 22 березня 1797 р., але птах на ньому описано лише як «баклан».

## Сучасні міфи й популярна культура
Сучасна популярність цього символу в значній мірі стосується 1911 року, коли була побудована Liver Building з двома міфічними птахами на вежах. Згідно з популярною легендою, вони пара, де самиця дивиться в море, спостерігаючи за тим, щоб моряки благополучно повернуться додому, а самець дивиться в місто, наглядаючи за сім'ями моряків.
У 1960-х роках була утворена жіноча рок-група з Ліверпуля під назвою «The Liverbirds». Вони переїхали до Гамбурга в 1964 році, де їх описували як „жіночі бітли“.
У 1970-х роках на екрани вийшов популярний британський комедійний ситком «The Liver Birds».